# Natuurmuseum
Een natuurmuseum is een museum dat gespecialiseerd is in de natuur, veelal over planten en dieren. Een natuurmuseum heeft een (grote) collectie opgezette dieren van voorbeelden van vlinders, vaak veel zoogdieren tot een skelet van een dinosauriër. Ook de prehistorie en fossielen zijn vaak aanwezig.
Vaak zijn er mogelijkheden voor natuureducatie, soms met speciale programma's, rondleidingen en speurtochten voor kinderen.
Geen echt natuurmuseum zijn de bezoekers- en informatiecentra, meestal van Natuurmonumenten en Staatsbosbeheer, en gelegen in de natuur- en bosgebieden van deze organisaties. Wel wordt ook hier natuureducatie bedreven, met vooral informatie over het plaatselijke natuurgebied te vinden.